# سينورية
السينورية (الاسم العلمي:Synuraceae) هي فصيلة من الأسناخ الصبغية تتبع الرتبة السينوريات من طائفة السينورانية.

## التصنيف
- الفصيلة السينورية
  - السينورة